# Architecture au début de l'Écosse moderne

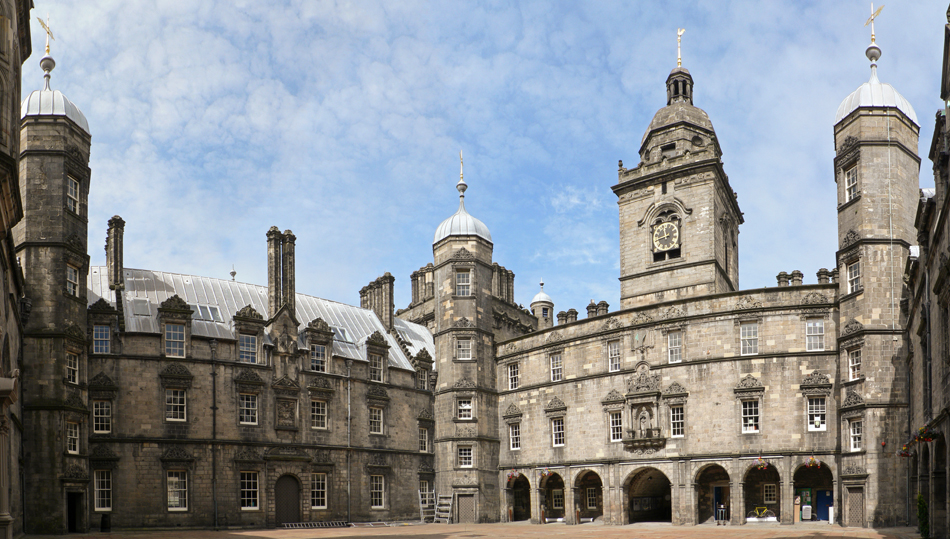
Le quadrilatère du XVIIe siècle du George Heriot's Hospital, à Édimbourg, montrant bon nombre des principales caractéristiques du style baroque écossais

 (février 2020).
Le contenu est difficilement compréhensible vu les erreurs de traduction, qui sont peut-être dues à l'utilisation d'un logiciel de traduction automatique.
L'architecture au début de l'Écosse moderne englobe tous les bâtiments à l'intérieur des frontières du royaume d'Écosse, du début du XVIe siècle au milieu du XVIIIe siècle. La période correspond à peu près au début de l'ère moderne en Europe, commençant par la Renaissance et la Réforme et se terminant par le début des Lumières et de l'industrialisation.
L'architecture vernaculaire a utilisé des matériaux locaux tels que la pierre, le gazon et, le cas échéant, le bois. La majeure partie de la population était hébergée dans de petits hameaux et des logements isolés. La forme d'habitation la plus courante dans toute l'Écosse était la maison longue, partagée par les humains et les animaux. Environ dix pour cent de la population vivait dans les bourgs, dans un mélange de maisons à colombages et en pierre.
L'impact de la Renaissance sur l'architecture écossaise a commencé sous le règne de Jacques III à la fin du XVe siècle avec la reconstruction de palais royaux tels que Linlithgow, et a atteint son apogée sous James V. La Réforme a eu un impact majeur sur l'architecture ecclésiastique à partir du milieu du XVIe siècle, résultant en des bâtiments d'église simples, dépourvus d'ornementation. À partir des années 1560, de grandes maisons privées ont été construites dans un style distinctif qui est devenu connu sous le nom de baronnial écossais. Ces maisons combinaient des caractéristiques de la Renaissance avec celles de châteaux écossais et de maisons-tours, ce qui donnait des résidences plus grandes et plus confortables.
Après la Restauration en 1660, la mode fut aux grandes maisons privées dans des conceptions influencées par le style palladien et associées aux architectes Sir William Bruce (1630-1710) et James Smith (en) (c. 1645-1731). Après l'Acte d'Union en 1707, la menace de rébellions jacobites a conduit à la construction de défenses militaires telles que Fort George près d'Inverness. L'Écosse a produit certains des architectes les plus importants du XVIIIe siècle, dont Colen Campbell, James Gibbs et William Adam, qui ont tous eu une influence majeure sur l'architecture géorgienne à travers la Grande-Bretagne. L'influence de Gibbs a conduit à des églises qui ont utilisé des éléments classiques, avec un plan rectangulaire à fronton et souvent avec un clocher.

## Architecture vernaculaire

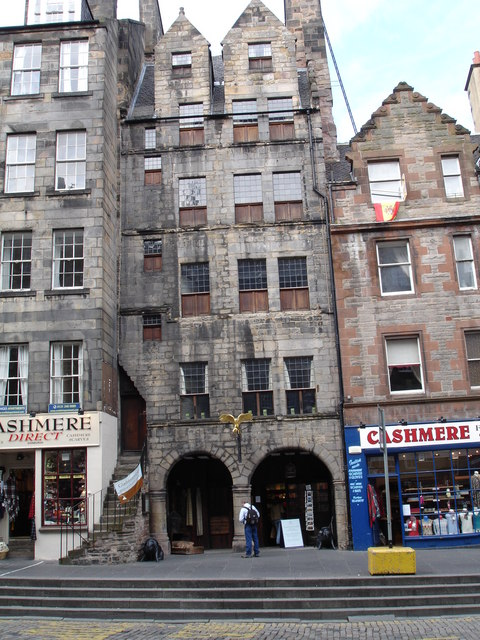
Le Gladstone's Land de six étages, Édimbourg, démontrant la tendance à s'accumuler dans les quartiers grandissants

L'architecture vernaculaire de l'Écosse, comme ailleurs, utilise des matériaux et des méthodes locales. Les maisons des pauvres étaient généralement de construction très simple et ont été construites par des groupes de famille et d'amis. La pierre est abondante dans toute l'Écosse et était un matériau de construction commun, utilisé à la fois dans la construction en mortier et en pierre sèche. Comme dans l'architecture vernaculaire anglaise, où le bois était disponible, des creusets (paires de bois courbés) étaient souvent utilisés pour soutenir le toit. Faute de bois de charpente à longue portée, les creusets étaient parfois surélevés et appuyés sur les murs. Les murs étaient souvent construits en pierre et pouvaient avoir des lacunes remplies de gazon ou enduites d'argile. Dans certaines régions, des murs ondulés remplis de gazon étaient employés, parfois sur une base en pierre. Les murs remplis de gazon n'étaient pas durables et devaient être reconstruits peut-être aussi souvent que tous les deux ou trois ans. Dans certaines régions, notamment dans le sud-ouest et autour de Dundee, des murs d'argile solide ont été utilisés, ou des combinaisons d'argile, de gazon et de paille, enduits d'argile ou de chaux pour les rendre résistants aux intempéries. Différentes régions utilisaient du gazon ou du chaume de genêt, de bruyère, de paille ou de roseaux pour la toiture.
La plupart des premiers habitants modernes, dans les basses terres et les hautes terres, étaient hébergés dans de petits hameaux et des habitations isolées. Au fur et à mesure que la population augmentait, certaines de ces colonies ont été subdivisées pour créer de nouveaux hameaux et des terres plus marginales ont été colonisées, avec des boutures (des grappes de huttes occupées pendant que les pâturages d'été étaient utilisés pour le pâturage), devenant des colonies permanentes. La disposition standard d'une maison dans toute l'Écosse avant l'amélioration agricole était une maison d'habitation ou longue, avec des hommes et du bétail partageant un toit commun, souvent séparés uniquement par une simple cloison. Les contemporains ont noté que les chalets des Highlands et des îles avaient tendance à être plus grossiers, avec des chambres simples, des fenêtres à fentes et des sols en terre, souvent partagés par une grande famille. En revanche, de nombreux chalets dans Lowlands avaient des chambres et des chambres distinctes, étaient recouverts de plâtre ou de peinture et avaient même des fenêtres vitrées.
Environ 10% de la population vivaient dans l'une des nombreuses bourgades dont la croissance se produisit durant la dernière période médiévale, principalement dans l'est et le sud du pays. Une caractéristique des bourgs écossais était une longue rue principale bordée de grands immeubles, avec des vennels, des wynds et des ruelles perpendiculaires, dont beaucoup survivent aujourd'hui. Dans les villes, les maisons traditionnelles à colombages au toit de chaume étaient entrecoupées de plus grandes maisons de ville en pierre et aux toits d'ardoise, appartenant à des marchands et des bourgeois urbains. La plupart des maisons au toit de chaume en bois n'a pas survécu, mais des maisons en pierre de l'époque peuvent être vues à Édimbourg à Lady Stair's House, Acheson House, et Gladstone's Land, un bâtiment de six étages, exemple précoce de la tendance à la construction dans les villes de plus en plus peuplées, produisant des immeubles divisés horizontalement. De nombreux bourgeois ont acquis des péages au cours de cette période, qui ont servi de mairies, de tribunaux et de prisons. Ils avaient souvent des cloches ou des horloges et l'aspect d'une forteresse. Le vieux Tolbooth d'Édimbourg a été reconstruit sur ordre de Mary Stuart à partir de 1561 et a abrité le Parlement jusqu'à la fin des années 1630. D'autres exemples peuvent être vus à Tain, Culross et Stonehaven, présentant souvent l'influence des Pays-Bas de par leurs pignons à gradins.

## Renaissance

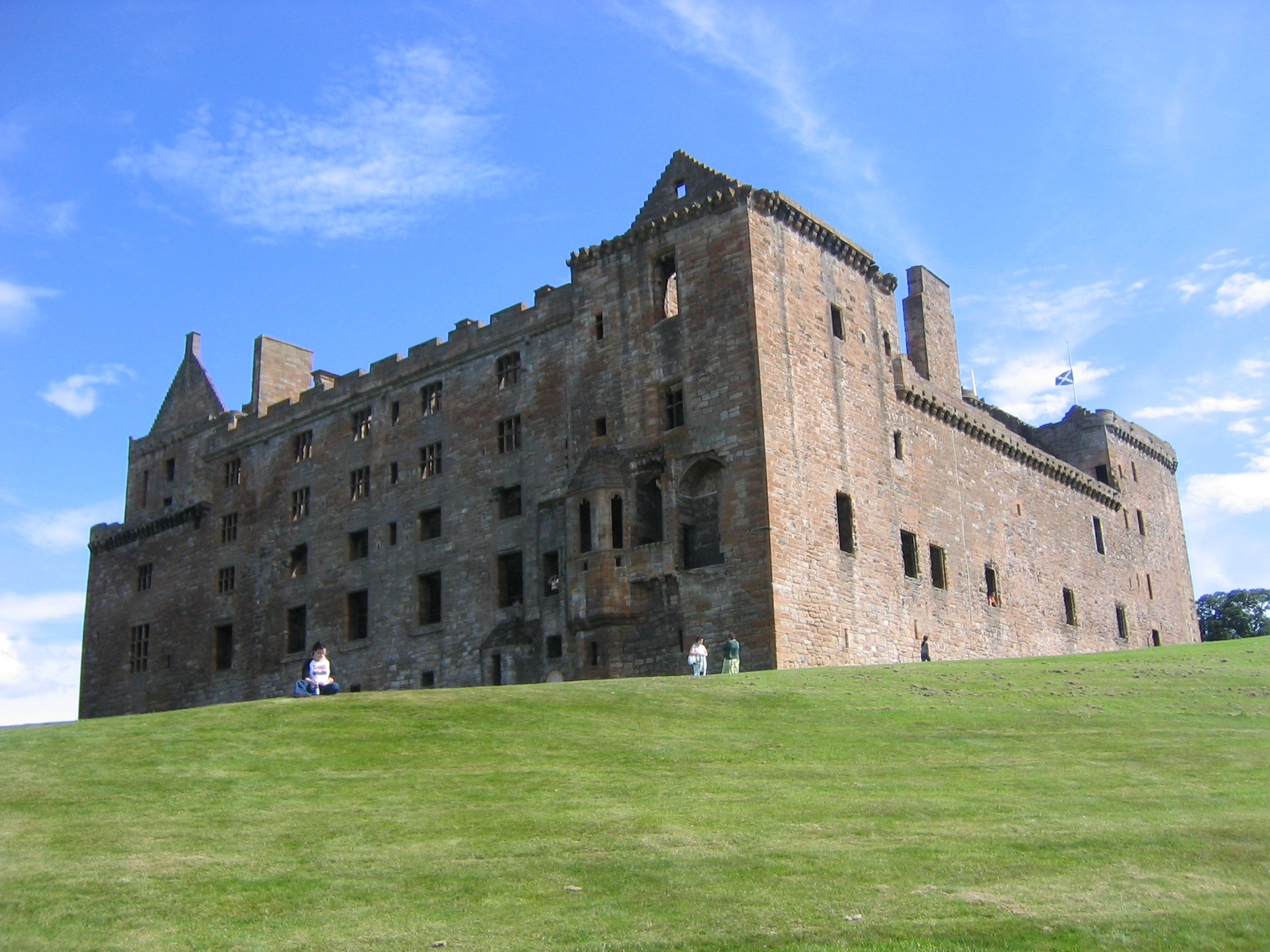
Linlithgow Palace, le premier bâtiment à porter le titre de "palais" en Ecosse, largement reconstruit selon les principes de la Renaissance du XVe siècle

La vaste construction et la reconstruction des palais royaux a probablement commencé sous James III (r. 1460–1488), s'est accélérée sous James IV (r. 1488–1513) et atteint son apogée sous James V (r. 1513–42). L'influence de l'architecture de la Renaissance se reflète dans ces bâtiments. Linlithgow a d'abord été construit sous James I (r. 1406–27), sous la direction du maître d'oeuvre John de Waltoun et a été désigné comme un palais à partir de 1429, ce qui semble être la première utilisation du terme dans le pays. Il fut agrandi sous Jacques III et ressemblait à un palais seigneurial italien quadrangulaire avec des tours d'angle, ou au palais ad moden castri (un palais de style château), combinant la symétrie classique avec l'imagerie néo-chevaleresque. Il existe des preuves que des maçons italiens ont été employés par James IV sur le chantier de Linlithgow, et que d'autres palais ont été reconstruits dans des proportions italianisantes.
En 1536, James V visite la France pour son mariage avec Madeleine de Valois et serait entré en contact avec l'architecture de la Renaissance française. Son deuxième mariage avec Marie de Guise, deux ans plus tard, pourrait avoir entraîné des relations et des influences à plus long terme. L'architecture de son règne a largement ignoré le style insulaire de l'Angleterre sous Henri VIII et a adopté des formes qui étaient clairement européennes. Plutôt que de copier servilement les formes continentales, la plupart de l'architecture écossaise a incorporé des éléments de ces styles dans des modèles locaux traditionnels en les adaptant aux idiomes et aux matériaux écossais (en particulier la pierre et la chaux). Certaines sculptures décoratives en bois ont été réalisées par des artisans français qui, comme Andrew Mansioun (en), se sont installés en Écosse. Le bâtiment à Linlithgow a été suivi par la reconstruction du palais de Holyrood, du palais de Falkland, du château de Stirling et du château d'Édimbourg, décrit par Roger Mason comme "certains des plus beaux exemples d'architecture de la Renaissance en Grande-Bretagne".
De nombreux programmes de construction ont été planifiés et financés par James Hamilton de Finnart, intendant de la maison royale et maître d'oeuvre de James VIl, qui était également responsable des travaux architecturaux du château de Blackness, du château de Rothesay, de la maison de Crawfordjohn, du New Auberge dans le prieuré de la cathédrale St Andrews et logement à l'abbaye de Balmerino pour la reine Madeleine, alors malade. Pendant les six années de sa régence, Marie de Guise a employé un architecte militaire italien, Lorenzo Pomarelli. Les travaux entrepris pour James VI ont démontré des influences continues de la Renaissance; la Chapelle Royale de Stirling a une entrée classique construite en 1594 et l'aile nord de Linlithgow, construite en 1618, utilise des frontons classiques. Des thèmes similaires peuvent être vus dans les maisons privées d'aristocrates, comme dans Mar's Wark, Stirling (v. 1570) et le château de Crichton, construit pour le comte de Bothwell dans les années 1580.

## Réformation

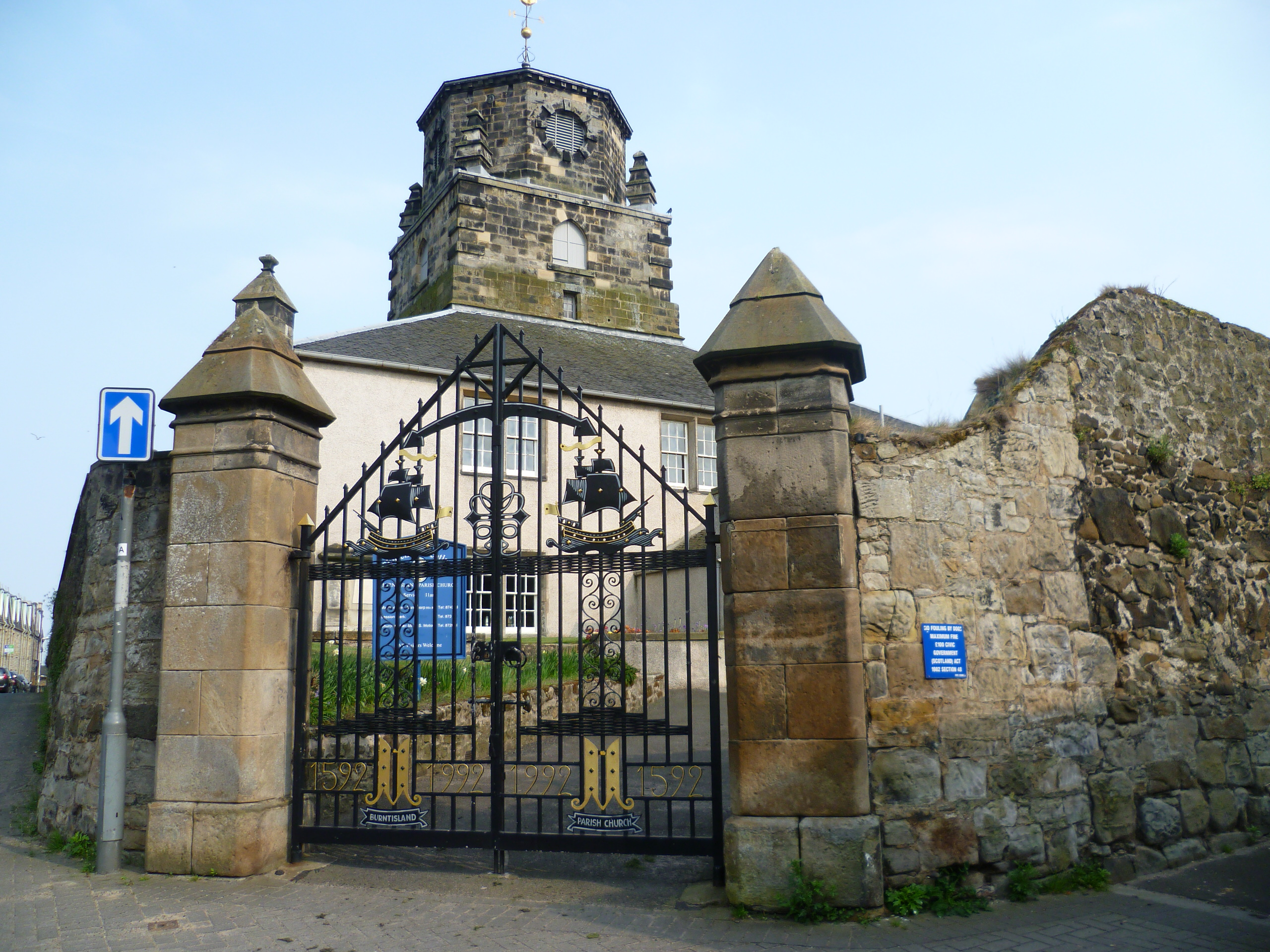
Burntisland Parish Kirk, son clocher en bois d'origine maintenant remplacé par un de pierre

À partir d'environ 1560, la Réforme a révolutionné l'architecture de l'église en Écosse. Les calvinistes ont rejeté l'ornementation dans les lieux de culte, ne voyant aucun besoin de bâtiments élaborés divisés à des fins rituelles. Cela entraîna la destruction généralisée du mobilier, des ornements et de la décoration de l'église médiévale. De nouvelles églises ont été construites et les églises existantes adaptées aux services réformés, en particulier en plaçant la chaire au centre de l'église, car la prédication était au centre du culte. Nombre des premiers bâtiments étaient de simples rectangles à pignons, un style qui a continué jusqu'au XVIIe siècle, comme au château de Dunnottar dans les années 1580, à Greenock (1591) et à Durness (1619). Ces églises ont souvent des fenêtres sur le mur sud (et aucune sur le nord), ce qui devint une caractéristique des églises de la Réforme. Il y avait des continuités avec des matériaux de pré-Réforme, certaines églises utilisant des gravats pour les murs, comme à Kemback et à Fife (1582). D'autres employaient de la pierre de taille et quelques clochers en bois ajoutés, comme à Burntisland (1592). L'église de Greyfriars, à Édimbourg, construite entre 1602 et 1620, utilisait une disposition rectangulaire avec une forme largement gothique, mais celle de Dirleton (1612), avait un style classique plus sophistiqué.
Une variante de l'église rectangulaire développée dans l'Écosse après la Réforme, souvent utilisée lors de l'adaptation des églises existantes, était le plan en forme de "T", qui permettait au maximum de paroissiens d'être près de la chaire. Des exemples sont visibles à Kemback et Prestonpans après 1595. Ce plan a continué à être utilisé au XVIIe siècle comme à Weem (1600), Anstruther Easter, Fife (1634–44) et New Cumnock (1657). Au XVIIe siècle, un plan en croix grecque a été utilisé pour des églises telles qu'à Cawdor (1619) et Fenwick (1643). Dans la plupart de ces cas, un bras de la croix aurait été fermé en tant qu'allée de laird, ce qui signifie qu'il s'agissait en fait d'églises à plan en "T".

## Style écossais baronnial

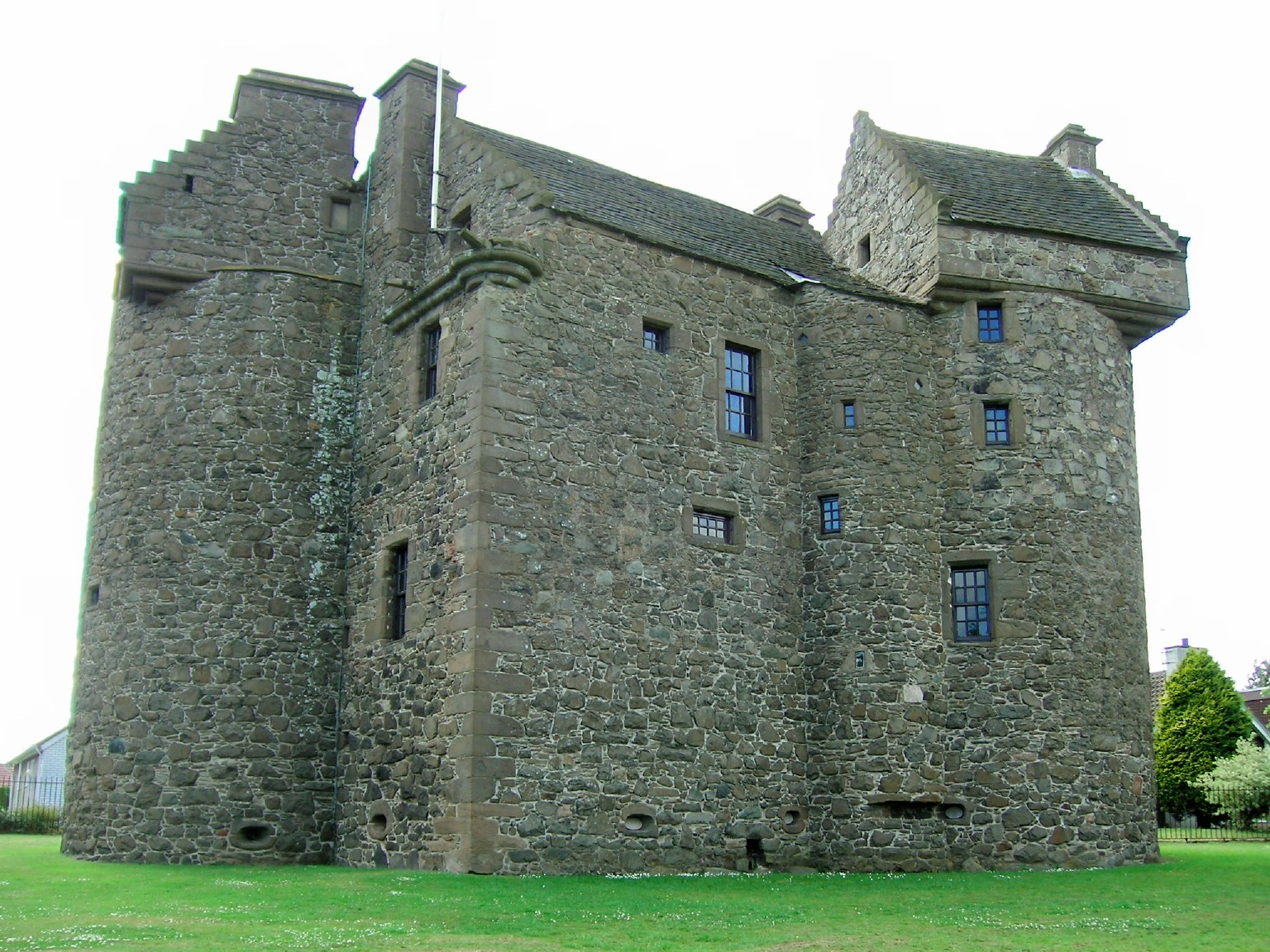
Le château de Claypotts du XVIe siècle, montrant de nombreuses caractéristiques du style baronnial

Le style unique des grandes maisons privées en Écosse, plus tard connu sous le nom de Scots Baronial, est né dans les années 1560 et a peut-être été influencé par les maçons français amenés en Écosse pour travailler sur les palais royaux. Il a conservé de nombreuses caractéristiques des châteaux médiévaux à hauts murs qui avaient été largement rendus obsolètes par les armes à poudre et a également fait appel aux maisons-tours et aux peel tower (petits donjons fortifiés) qui avaient été construites par centaines par les seigneurs locaux depuis le XIVe siècle, en particulier aux frontières. Ces maisons ont abandonné les courtines défendables des châteaux, car elles servaient de refuges fortifiés, conçus pour survivre à un raid plutôt qu'à un siège durable,. Elles étaient généralement de trois étages, souvent couronnés d'un parapet, se projetant sur des corbeaux, se poursuivant en échaugettes circulaires à chaque coin. Les nouvelles maisons construites à partir de la fin du XVIe siècle par des nobles et des lairds étaient principalement conçues pour le confort, pas pour la défense. Ils ont conservé de nombreuses caractéristiques externes qui étaient devenues associées à la noblesse mais avec un plan au sol plus vaste, classiquement un plan en Z d'un bloc rectangulaire avec des tours, comme au château de Colliston (1583) et au château de Claypotts (1569–88).
William Wallace, maître maçon du roi de 1617 jusqu'à sa mort en 1631, était particulièrement influent. Il a travaillé à la reconstruction de la chaîne nord effondrée de Linlithgow à partir de 1618, Winton House pour George Seton, 3e comte de Winton, Moray House pour Mary Sutton, et a commencé à travailler à l'hôpital Heriot, à Édimbourg. Il a adopté un style distinctif appliquant des éléments de fortification écossaise et des influences flamandes à un plan de la Renaissance similaire à celui utilisé au château d'Ancy-le-Franc. Ce style peut être vu dans les maisons de seigneurs construites à Caerlaverlock (1620), Moray House, Édimbourg (1628) et au château de Drumlanrig (1675-189), et a été très influent jusqu'à ce que le style baronnial cède la place aux formes anglaises plus grandes associées à Inigo Jones à la fin du XVIIe siècle.

## Commonwealth et restauration

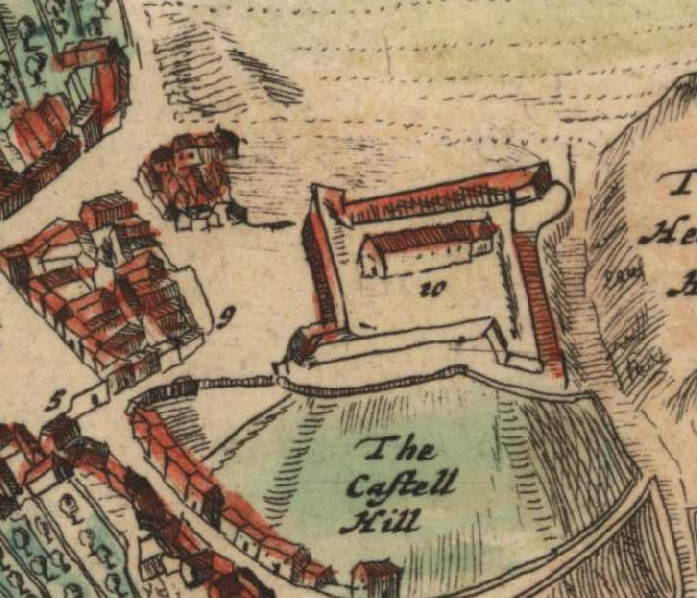
Détail d'une carte d'Aberdeen en 1661, montrant le fort érigé pendant le Commonwealth

Pendant l'ère turbulente des guerres civiles et l'incorporation de l'Écosse dans un Commonwealth d'Angleterre, d'Écosse et d'Irlande, un bâtiment important en Écosse était largement confiné à l'architecture militaire. Des forteresses polygonales avec des bastions triangulaires dans le style du tracé à l'italienne ont été construites pour abriter des soldats anglais à Ayr, Perth et Leith, et 20 forts plus petits ont été construits aussi loin que Orkney et Stornoway. Le contrôle des Highlands a été assuré par de nouveaux points forts à Inverlocky et Inverness. Les universités ont vu une amélioration de leur financement, car elles ont reçu des revenus des doyennés, des évêchés disparus et de l'accise, permettant l'achèvement des bâtiments, y compris le collège de la High Street à Glasgow. Après la Restauration en 1660, la construction à grande échelle a recommencé, influencée par un intérêt croissant pour le classicisme.

### Palais et propriétés

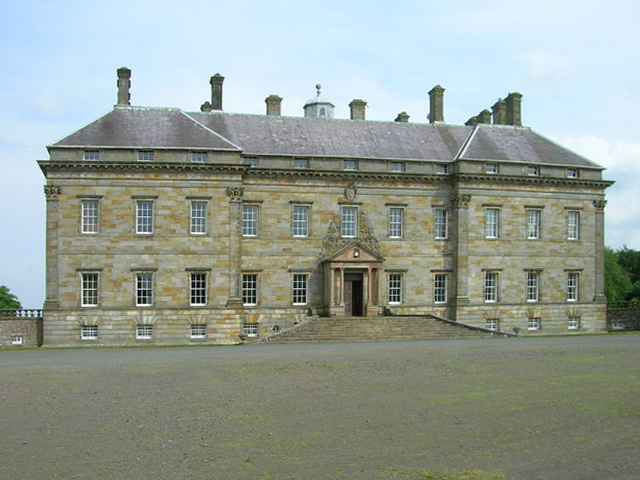
Kinross House, l'une des premières maisons palladiennes en Grande-Bretagne

Sir William Bruce (v. 1630–1710) est considéré comme « le vrai fondateur de l'architecture classique en Écosse » et a été la figure clé de l'introduction du style palladien dans le pays. Andrea Palladio (1508-1808) était un architecte influent qui a travaillé dans la région de Venise au XVIe siècle et dont les bâtiments sont caractérisés par la symétrie, les proportions fines et les éléments formels tirés de l'architecture de la Grèce antique. En Angleterre, l'introduction du style palladien est associée à Inigo Jones (1573-1652). Le style architectural de Bruce incorporait des éléments palladiens et était influencé par Jones, mais aussi emprunté au baroque italien et était le plus fortement influencé par l'interprétation de Christopher Wren (1632–1723) du baroque en Angleterre. Bruce a popularisé un style de maison de campagne parmi la noblesse écossaise qui a encouragé une évolution vers une architecture plus orientée vers les loisirs déjà adoptée en Europe continentale. Il a construit et rénové des maisons de campagne, dont le château de Thirlestane et la maison Prestonfield. Parmi ses travaux les plus importants se trouvait son propre manoir palladien à Kinross, construit sur le domaine du Loch Leven qu'il avait acheté en 1675 Les maisons de Bruce ont été principalement construites à l'aide de maçonnerie en pierre de taille bien taillée sur les façades; la maçonnerie de moellons n'était utilisée que pour les murs intérieurs. En tant qu'arpenteur et surveillant des travaux royaux, Bruce entreprit la reconstruction du palais royal de Holyroodhouse dans les années 1670, donnant au palais son aspect actuel. Après la mort de Charles II en 1685, Bruce a perdu sa faveur politique et, après la glorieuse révolution de 1688, il a été emprisonné plus d'une fois en tant que Jacobite présumé.
James Smith (v. 1645-1731) a travaillé comme maçon dans la reconstruction par Bruce du palais de Holyrood. En 1683, il est nommé arpenteur et surveillant des travaux royaux, responsable de l'entretien du palais. Avec son beau-père, le maître maçon Robert Mylne (1633–1710), Smith travaille sur Caroline Park à Édimbourg (1685) et le château de Drumlanrig (1680). Les maisons de campagne de Smith ont suivi le modèle établi par William Bruce, avec des toits en croupe et des façades à fronton, dans un style palladien simple mais beau. Le palais de Hamilton (1695) était bordé de colonnes corinthiennes géantes et d'une entrée à fronton, mais il était autrement restreint. Le palais de Dalkeith (1702–1710) a été inspiré du palais de Guillaume d'Orange à Het Loo aux Pays-Bas.

### Des églises

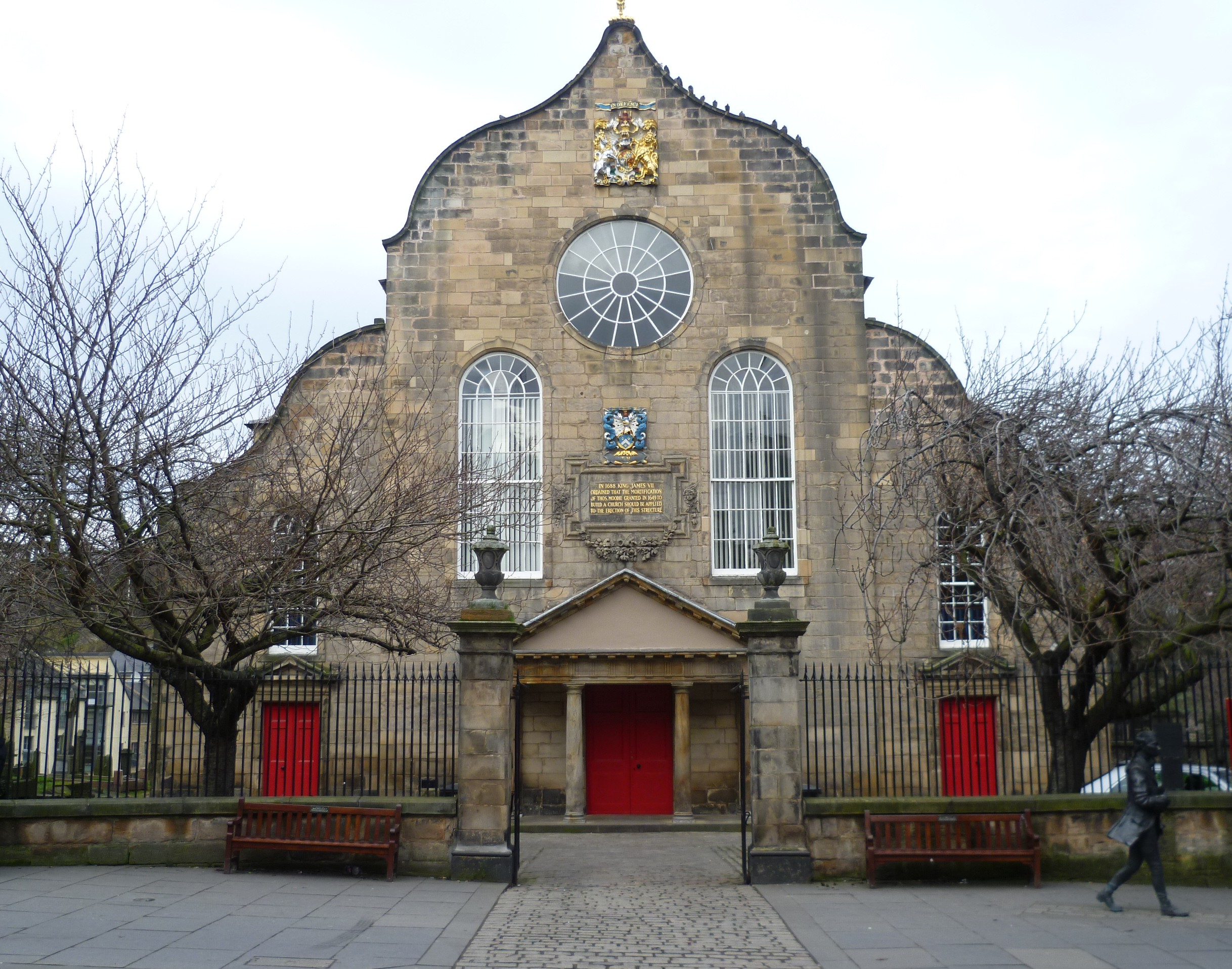
L'avant de Canongate Kirk dans la vieille ville d'Édimbourg, conçu par James Smith

À la fin du XVIIe siècle, les églises presbytérienne et épiscopalienne avaient adopté la forme simple et de taille modeste des églises qui avaient émergé après la Réforme. La plupart avaient un plan centralisé à deux ou trois bras, dans une disposition rectangulaire ou planifiée en T. Les clochers ont continué d'être une caractéristique majeure, soit au centre sur le grand axe, soit sur un pignon d'extrémité, comme cela avait été le cas dans les églises de la pré-Réforme. En conséquence, il y avait peu d'extravagance baroque dans le bâtiment des églises vu sur le continent et en Angleterre. Certaines innovations mineures peuvent indiquer un retour vers l'épiscopat à l'ère de la restauration. L'église de Lauder a été construite par Bruce en 1673 pour le duc de Lauderdale, qui a défendu les évêques sous le règne de Charles II. Les fenêtres gothiques ont peut-être souligné l'antiquité, mais son plan de croix grecque de base est resté dans le cadre commun existant des nouvelles églises.
Les principales exceptions au plan de croix grecque commun sont dans l'œuvre de Smith, qui était devenu jésuite dans sa jeunesse. Il s'agit notamment de la reconstruction de l'abbaye de Holyrood entreprise pour James VII en 1687, qui a été aménagée dans un style élaboré. En 1691, Smith conçut le mausolée de Sir George Mackenzie de Rosehaugh, à Greyfriars Kirkyard, une structure circulaire inspirée du Tempietto di San Pietro, conçue par Donato Bramante (1444-1514). La tendance aux formes de culte épiscopalien peut avoir donné lieu à des modèles plus linéaires, y compris des plans rectangulaires avec la chaire à l'extrémité opposée à l'entrée. La forme de la croix latine, de plus en plus populaire dans le catholicisme de la contre-réforme, a également été utilisée, comme dans Canongate Kirk de Smith (1688–1690), mais la révolution presbytérienne de 1689–1690 s'est produite avant son achèvement et le chœur a été bloqué, le transformant effectivement en un Plan en T.

## Début duXVIIIesiècle

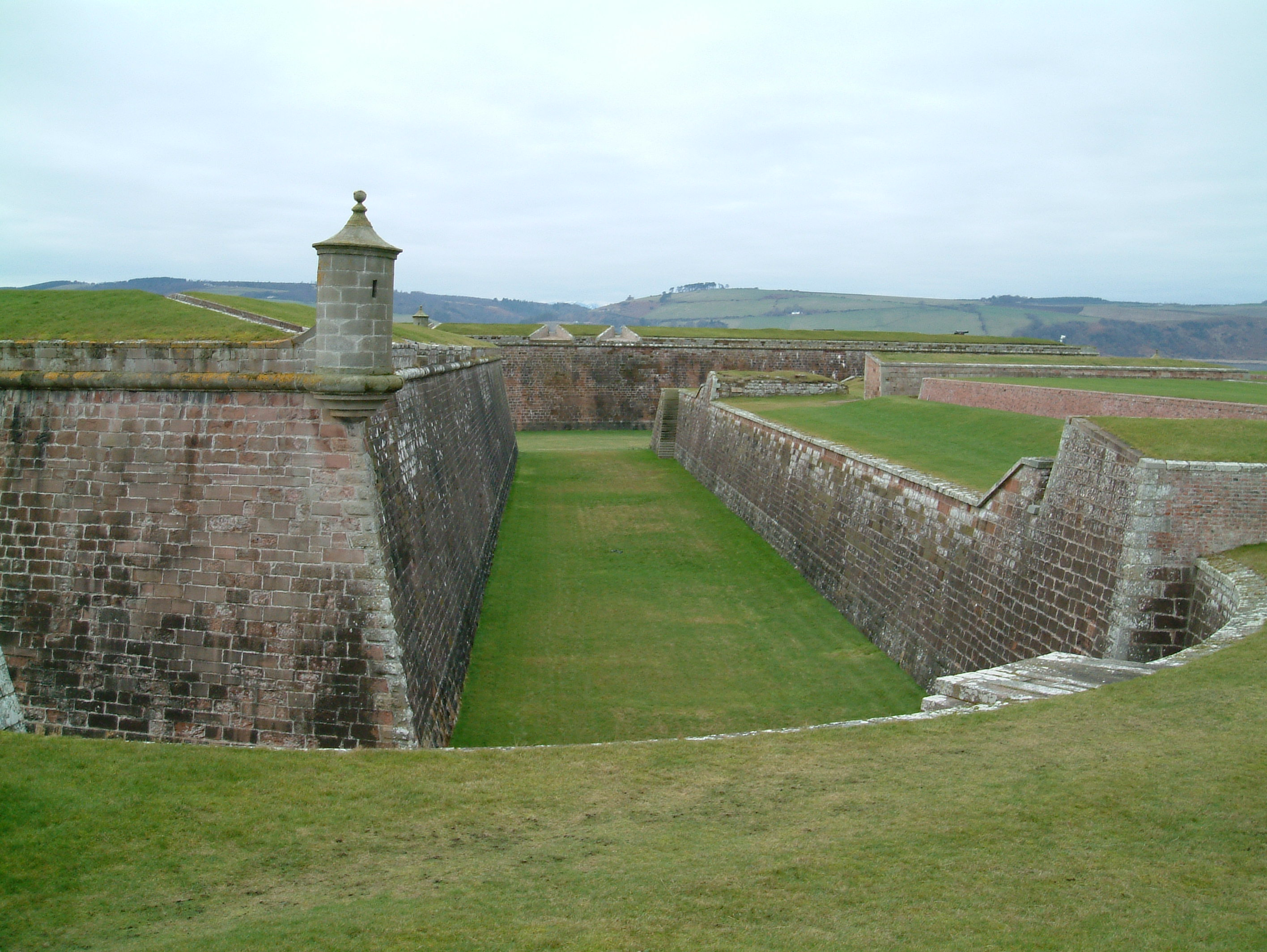
Les ouvrages du Fort George, construits en réponse à la menace de soulèvements jacobites au XVIIIe siècle

Après l'Acte d'Union de 1707, la prospérité croissante en Écosse a conduit à une série de nouveaux bâtiments, publics et privés. La menace d'insurrection ou d'invasion jacobite signifiait que l'Écosse a vu plus de bâtiments militaires que l'Angleterre à cette période. Les structures militaires s'appuyaient sur la force de la maçonnerie inclinée et inclinée et des garnitures en terre pour dévier et absorber les tirs d'artillerie. Cette avalanche de bâtiments militaires a culminé avec la construction du fort George près d'Inverness (1748-1769), avec ses bastions et ses redoutes en saillie.

### Maisons de campagne
L'Écosse a produit certains des architectes les plus importants du début du XVIIIe siècle, notamment Colen Campbell (1676-1729), James Gibbs (1682-1754) et William Adam (1689-1748), qui ont tous été influencés par l'architecture classique. Campbell a été influencé par le style palladien et a été reconnu pour avoir fondé l'architecture géorgienne. L'historien de l'architecture Howard Colvin a spéculé qu'il était associé à James Smith et pourrait même avoir été son élève. Il a passé la majeure partie de sa carrière en Italie et en Angleterre et a développé une rivalité avec son compatriote Scot James Gibbs, qui s'est formé à Rome et a également pratiqué principalement en Angleterre. Le style architectural de Campbell a incorporé des éléments palladiens, ainsi que des formes du baroque italien et d'Inigo Jones, mais a été le plus fortement influencé par l'interprétation de Sir Christopher Wren du baroque. William Adam, le premier architecte écossais de son temps,, conçu et construit de nombreuses maisons de campagne et bâtiments publics. Parmi ses œuvres les plus connues, citons Hopetoun House près d'Édimbourg et Duff House à Banff. Son style individuel et exubérant était construit sur le style palladien, mais avec des motifs baroques inspirés du travail de John Vanbrugh et de l'architecture continentale. Après sa mort, ses fils Robert et John ont repris l'entreprise familiale et sont devenus les principaux architectes britanniques de la seconde moitié du siècle.

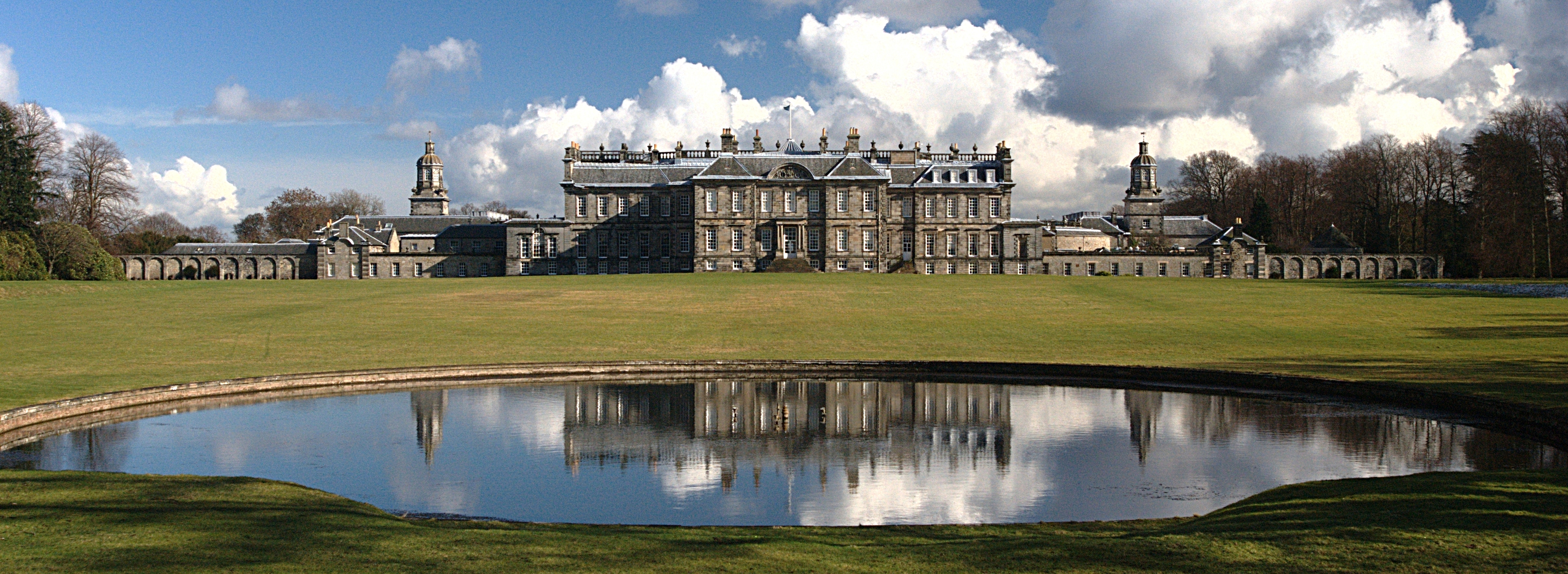
Hopetoun House, conçu et construit par William Adam

### Églises néoclassiques

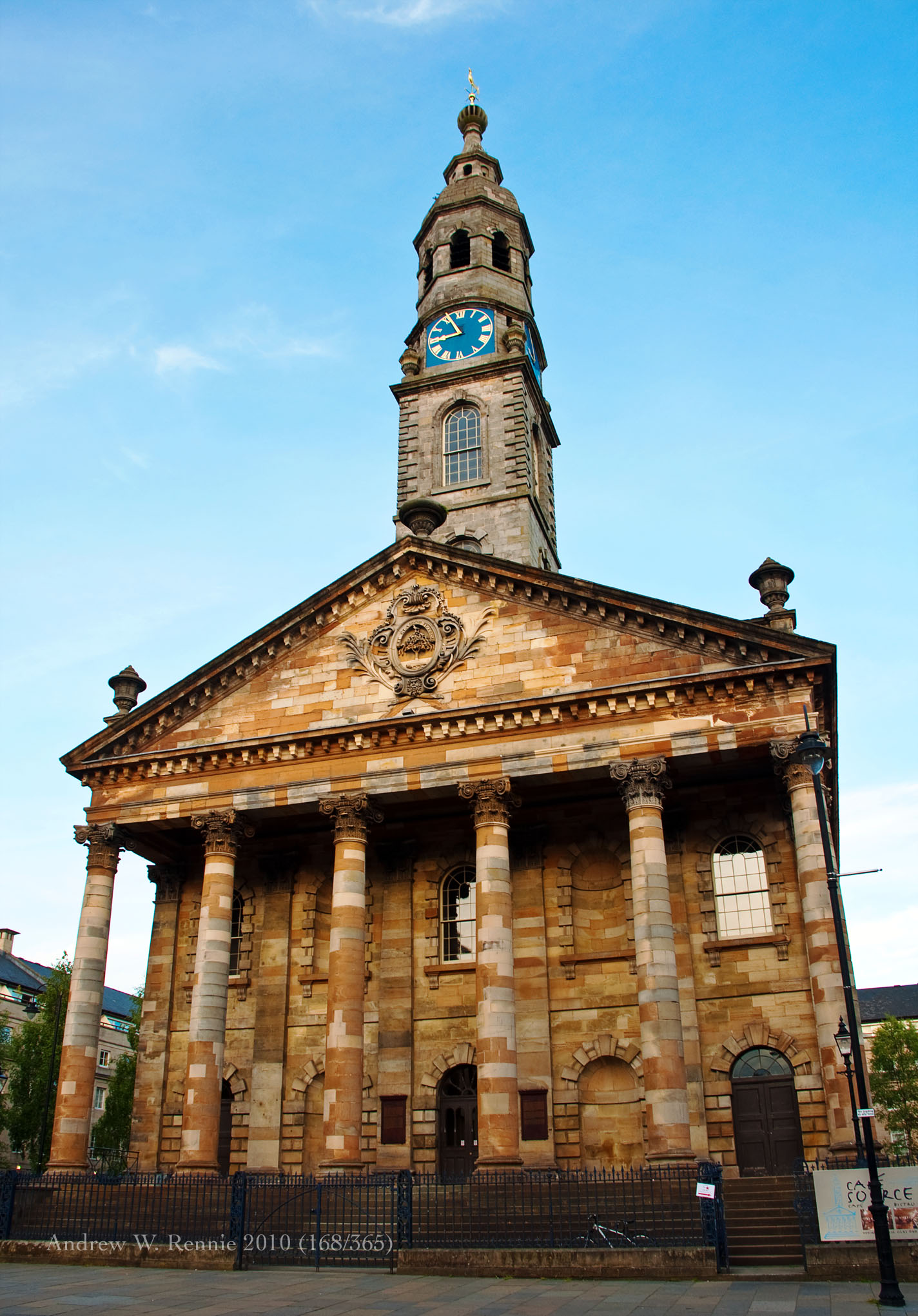
St. Andrew's in the Square, Glasgow montre l'influence néo-classique

Au XVIIIe siècle, les modèles établis de construction d'églises se sont poursuivis, avec des plans en T avec des clochers sur le long côté, comme à New Church, Dumfries (1724-1727) et Newbattle Parish Church (1727-1729). L'église paroissiale de Hamilton de William Adam (1729-1732) était un plan en croix grecque inscrit dans un cercle, tandis que l'église Killin de John Douglas (1744) était octogonale. L'architecte né en Écosse James Gibbs était très influent sur l'architecture ecclésiastique britannique. Il a introduit un style consciemment antique dans sa reconstruction de St Martin-in-the-Fields, à Londres, avec un portique massif et clouté et un plan rectangulaire à bas côtés. Des modèles similaires en Écosse peuvent être vus à St Andrew's in the Square (1737–59), conçu par Allan Dreghorn et construit par le maître maçon Mungo Nasmyth, et à la petite chapelle Donibristle (achevée en 1731), conçue par Alexander McGill. La conception propre de Gibbs pour St. Nicholas West, Aberdeen (1752–55), avait le même plan rectangulaire, avec une nef et des bas-côtés, une disposition voûtée en berceau avec une façade fronton superposée. Après le Toleration Act de 1712, les épiscopaliens ont commencé à construire un nombre limité de nouvelles chapelles, dont la chapelle St Paul d'Alexander Jaffray à Aberdeen (1721), la maison de réunion conçue par McGill à Montrose, une chapelle d'Édimbourg ouverte en 1722 et St Andrew's-by-the-Vert à Glasgow (1750–52), qui a adopté une version plus simple du plan rectangulaire à fronton de Gibbs.